# دیپلدیزوالده
شهر دیپلدیزوالده در ایالت زاکسن در کشور آلمان واقع شده است.